# Nu Hydri
Désignations
Nu Hydri (en abrégé ν Hyi) est une étoile géante de la constellation australe de l'Hydre mâle. Elle est visible à l'œil nu avec une magnitude apparente de 4,75. D'après la mesure de sa parallaxe annuelle par le satellite Gaia, l'étoile est distante d'environ ∼ 345 a.l. (∼ 106 pc) de la Terre. Elle s'en éloigne à une vitesse radiale héliocentrique de +3 km/s. Elle est répertoriée comme un membre du groupe mouvant de la Grande Ourse, qui est un groupe d'étoiles qui partagent un mouvement commun à travers l'espace.
Nu Hydri est une étoile géante rouge de type spectral K3III. Elle est estimée être de 1,8 à 3,5 fois plus massive que le Soleil. Dans le premier cas, elle est alors âgée de 2,4 milliards d'années. La réserve en hydrogène de son cœur étant épuisée, l'étoile s'est dilatée et refroidie. Son rayon est ainsi autour de 21 fois plus grand que le rayon solaire. Elle est environ 184 fois plus lumineuse que le Soleil et sa température de surface est de 4 198 K.